# Joan Vicent Clar i Camarena
Joan Vicent Clar i Camarena (Tavernes de la Valldigna, 26 de febrer de 1962 - 27 de juny de 1990) va ser un poeta valencià adscrit al corrent del realisme intimista.
El febrer de 1984 va fundar la revista Tac Carbònica junt a una colla d'amics. L'octubre d'aquell mateix any va guanyar el premi Vicent Andrés Estellés de poesia per Le sucrier velours (Edicions Tres i Quatre): el seu primer poemari i únic que escapà a la seua posterior voluntat de no publicar. Le sucrier velours «va suposar una ruptura en l'estètica poètica del moment. Molt variat en la seua composició, inclou poemes amb estructura rígida al costat de poemes visuals i altres composicions arriscades que connecten amb certa avantguarda i experimentació».
Des d'aleshores escriu diversos poemaris que va anar refent, inclòs el ja publicat. El resultat de tot aquest treball es condensa en l'obra Infinitud de paisatge, que culmina un procés de reelaboració constant. Al cap de poc d'enllestir-la va decidir posar fi a la seua vida. Ocorregué a principi de l'estiu de 1990. En homenatge pòstum, dos anys després de la seua mort, La Forest d'Arana va publicar, a cura de Lluís Roda, la plaquette titulada Amb tinta xinesa, que anteriorment havia retirat Joan Vicent Clar quan estava a punt de ser publicada. El mateix Lluís Roda, amb qui l'unia una especial amistat, es va ocupar també de recollir tota l'obra de Clar en el volum Infinitud de Paisatge (Amós Belinchón Ed., 1993), que conté nou poemaris de diverses estructures i temàtiques, entre els quals el que dona títol al conjunt, a més d'alguns poemes esparsos, i en la presentació el defineix amb aquestes paraules: «Era una persona sensible i ordenada, visceral i orgullosa, tímidament orgullosa, autoexigent, profundament creadora. Poeta total, en una societat poc poetitzada».
Tant Lluís Roda («L'estudi de l'obra, avance, és apassionant, des de molts aspectes, tant el biogràfic, com el de l’anàlisi del món recreat per ell, i sobretot la manera com aquest ha estat creat i ha evolucionat des dels seus primers escrits. La figura, l’obra, de Clar és apassionant. I digna d’estudi.») com Ferran Garcia-Oliver («...es va consagrar fins al moll de l’ànima a l'elaboració d’una obra relativament curta, però intensa, original i imprevisible. Una obra que no sols era una aposta estètica sinó també una forma de coneixement. […] ens desconcertà a molts i encara continua desconcertant, perquè se situava ben al marge d’un discurs poètic més o menys hegemònic, i bevia en fonts de veus maleïdes com la de Plath, Rilke, Foix o Brossa. Des d’aleshores es llança a una producció desconcertant, magmàtica, fantàstica i al·lucinant.») li han dedicat pàgines elogioses en què n'emfasitzen la precocitat i la importància d'aprofundir en l'estudi de la seua vida i obra.

## Obres
- Le sucrier velours (1984) (Premi Vicent Andrés Estellés de poesia)
- Poemes (1990)
- Amb tinta xinesa (1992)
- Infinitud de paisatge (1993)